# Aleurotrachelus marginata
Aleurotrachelus marginata es una especie de insecto hemíptero de la familia Aleyrodidae y la subfamilia Aleyrodinae. Se distribuyen por el África subsahariana.
Fue descrita científicamente por primera vez por Newstead en 1911.